# Peter de Alcobasse
Peter de Alcobasse (falecido em 1427) foi um cónego de Windsor de 1422 a 1427 e médico.

## Carreira
Ele foi nomeado:
- Prebendário de Hoxton em St Paul's
- Médico do rei.

Ele foi nomeado para a oitava bancada na Capela de São Jorge, Castelo de Windsor em 1422 e manteve a canonaria até 1427.